# Stadion Niedermatten
Lo Stadion Niedermatten è uno stadio di calcio di Wohlen, Svizzera. È il terreno di casa del FC Wohlen. Lo stadio è di proprietà del consiglio di Wohlen. Ha una capacità di 3.734 di cui ha 3.100 posti in piedi e 634 posti a sedere.
Lo stadio è parte del Centro Niedermatten Sports. Esso comprende, oltre alla stadio di calcio, un impianto di atletica con 400 metri di pista, una corte di hockey, due campi di allenamento di calcio e nove campi da tennis. La costruzione è iniziata nel mese di agosto 2002 ed è stato completato nella primavera del 2004.